# Sensaud de Lavaud

Sensaud de Lavaud (Сенсо де Лаво) — був французьким виробником автомобілів (з 1927 р). Штаб-квартира була розташована в місті Париж. У 1930 році компанія припинила виробництво автомобілів.

## Робер-Димитрій Сенсо де Лаво
Робер-Димитрій Сенсо де Лаво був дитиною змішаної пари, його батько — барон Еваріст Сенсо де Лаво, був французом, мати — Олександріна Богданова, була росіянкою, а сам Димитрій, що народився в 1882 році в іспанському місті Вальядолід, вважався бразильцем. Бразильцем він став шляхом натуралізації, оскільки ще в 1898 році його сім'я перебралася в передмістя Сан-Паулу під назвою Озаску, куди його батько вирушив на бізнес-зустріч, та так там і залишився. Незабаром барон Еваріст Сенсо де Лаво купує підприємство з виробництва керамічного посуду, а згодом він доповнив свою виробничу програму глиняними трубами для каналізації.

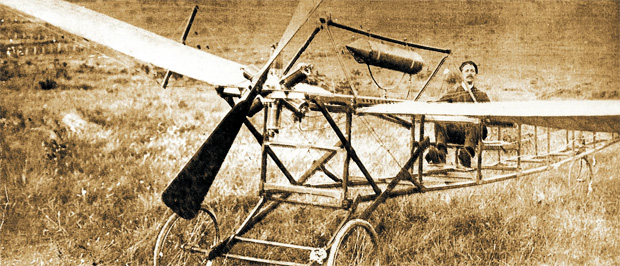
Димитрій Сенсо де Лаво за штурвалом свого літака San Paolo в 1910 році

Димитрій технічної освіти не мав, але при цьому дуже сильно захоплювався нею, в 1910 році Сенсо де Лаво-молодший побудував перший американський літак «Sãn-Paolo», який зміг піднятися на висоту близько шести метрів і пролетіти близько 100 метрів, після чого мотор заглух і Димитрію довелося здійснити жорстку посадку, причому від удару об землю у аероплана відвалилися колеса. Після приземлення конструктора побачили оскаженілим, але глядачі, які збіглися на шум мотора, зустріли його оваціями. Тоді цю подію широко висвітлювала південноамериканська преса, але з часом подвиг французобразильця, який сам і сидів за штурвалом літака, забувся, а у всіх джерелах першість стали приписувати мексиканцю Альберто Браніффу.

## Заснування компанії
У 1912 році Димитрій, що знав російську, англійську, французьку, іспанську, грецьку, італійську та португальську мови, винаходить технологію виробництва чавунних трубопроводів за допомогою центрифугування, ліцензії він продав у США і Канаду, де почалося великомасштабне виготовлення труб за його системою. Після того як Сенсо де Лаво став мільйонером, він вирішив оселитися на своїй історичній батьківщині по лінії батька, він переїжджає в Париж після Першої світової війни, де засновує конструкторське бюро Société d'Expansion Technique Sensaud de Lavaud.
Там він розробляє нові системи гальм, приводу клапанів і т. д., тобто в основному займається автомобільними винаходами. У червні 1922 року Сенсо де Лаво підписує угоду про співпрацю з металургійною фірмою Société de Construction des Batignoles, яка була заснована в 1914 році. За умовами угоди винахідник передавав всі свої права на майбутні винаходи цій французькій фірмі, сам він при цьому отримував 50% доходу від прибутку, отриманого з продажів його винаходів, плюс інженер отримував щомісячну платню в розмірі 6000 франків. Всі витрати на створення винаходів та закупівлю необхідного обладнання на себе брала металургійна компанія SCB. Вже в тому ж році Peugeot купує у SCB ліцензію на обгінну муфту стартера для своїх двигунів, яку придумав Димитрій Сенсо де Лаво. У жовтні 1923 року компанія Société de Construction des Batignoles підписує угоду з Avions Voisin про співпрацю у сфері роботи над гідравлічною трансмісією, яку планувалося спочатку встановлювати на гоночні машини, але потім, переглянувши політику, вирішено було ставити на топові моделі фірми, зокрема на модель Туре С3. На стендах тандем двигун — коробка передач (розроблена Сенсо де Лаво) жваво набирав обертів, однак при гальмуванні мотор глух, тому Габріель Вуазен вирішує, що поки йде доведення цієї автоматичної коробки передач, віддати перевагу винаходу Коталя, так на його машинах з'явилися електромеханічні коробки передач.
З часом інженери фірм SCB і Avions Voisin змогли довести до розуму коробку передач, проте її робочий діапазон починався з 1800 об/хв, а золотникові мотори Avions Voisin глухли до 2000 оборотів, тобто золотникові двигуни абсолютно не підходили для автоматичної коробки передач, потрібний був інший силовий агрегат для неї.

## Початок виробництва автомобілів
У 1927 році на автомобільній виставці в Парижі був представлений «самий унікальний автомобіль, який тільки був виготовлений», унікальність автомобіля нової марки Sensaud De Lavaud полягала в першу чергу в наявності безступінчатої автоматичної коробки передач. Тепер безступінчата автоматична коробка була доведена до розуму, де Лаво оснастив її турбіною і механізмом вільного ходу, тобто нейтраллю, крім того вона була вбудована в задню вісь. Виготовляти цю коробку взявся роботодавець винахідника. Диференціал автомобіля був влаштований таким чином, що при ковзанні одного з коліс на нього припинялася передача моменту, тим самим ця коробка стала ще й першою системою стабілізації, оскільки перешкоджала заносу привідної осі.
Рама автомобіля — лита, була виготовлена зі сплаву «Alpax», він же силумін, передня підвіска автомобіля була зроблена незалежною (але тут Сенсо де Лаво не був першим, його випередив у цьому Вінченцо Лянчіа зі своєю Lancia Lambda), задня підвіска спочивала на гумових блоках, задня балка була розрізною, тобто підвіска була напівнезалежною. Гальмівні барабани всіх коліс також були зроблені з силуміну. Бугатті став використовувати цей матеріал в гальмівній системі своїх автомобілів пізніше «бразильця».
Дизайн автомобіля став прообразом американських хот-родів, кузов був оснащений передніми крилами мотоциклетного типу, дах був занижений, а загальна висота автомобіля дорівнювала 1.55 м, що було дуже непоганим результатом для рамного транспортного засобу. Двигун 5.5 л був виготовлений фірмою Crans за ескізами Димитрія. Рульове управління було рейковим, а саму рульову колонку можна було регулювати по висоті і вильоту.

## Припинення виробництва автомобілів. Закриття компанії
Конструктор зміг побудувати і реалізувати всього кілька примірників своїх унікальних автомобілів, виробництво яких тривало до 1930 року, тому віднести їх до масових не можна, але при цьому можна сміливо заявляти, що зовсім не американський Oldsmobile 98 був першим автомобілем, на який стали ставити автоматичну коробку передач. Olds 98 став першим масовим авто з АКПП. Паралельно Димитрій Сенсо де Лаво працював з братами Буччіалі, зокрема він займався проектування шасі моделі Bucciali TAV6.
Не дивлячись на те, що машина не стала масовою, розробки винахідника зацікавили інших виробників, так Андре Сітроен купив права у Сенсо де Лаво на редуктор з блокуванням, але компанія Société de Construction des Batignoles подала до суду позов, оскільки всі права на винаходи Димитрія Сенсо де Лаво належали їй, але в підсумку проблему вирішили: Сітроен отримав право виробляти і продавати стороннім компаніям «безпечний задній міст». Одним із закупівельників такого диференціала стала компанія Renault, яка ставила їх на свої танки.
У 1932 році Société de Construction des Batignoles починає співпрацювати з Андре Сітроеном, який вирішує запустити в серію революційний автомобіль, запропонований Андре Лефевром, це був знаменитий Traction Avant. Сітроен думав першим масово оснастити автомобілі автоматичною коробкою передач, але гідромеханічна 2-ступінчаста коробка передач, побудована Сенсо де Лаво, не витримувала пробігу понад 5000 км. Терміни підганяли, плюс між Лефевром і де Лаво була особиста неприязнь, і Лефевр всіляко саботував розробки підопічного, тому серійний Traction Avant 7CV пішов у серію з 3-ступінчастою коробкою.
Після того, як Citroen TA 7CV пішов у серію, коробку автомат вдалося довести до пуття, новий власник фірми Андре Сітроена — Michelin гідромеханічною коробкою не зацікавився, у Франції інших покупців на неї теж не знайшлося, тому, щоб окупити витрати в 5 млн франків, які пішли на її розробку, було вирішено продати коробку автомат в США. Це справу було доручено Андре Дюбонне, бразильцеві, який першим здійснив політ на літаку у Франції, проте американці так і не зацікавилися винаходом, час було важким і головне було вижити, а не вводити у виробництво якісь інновації. Після фіаско з автоматичною коробкою передач для передньопривідного автомобіля де Лаво переключився на електромеханічне зчеплення.

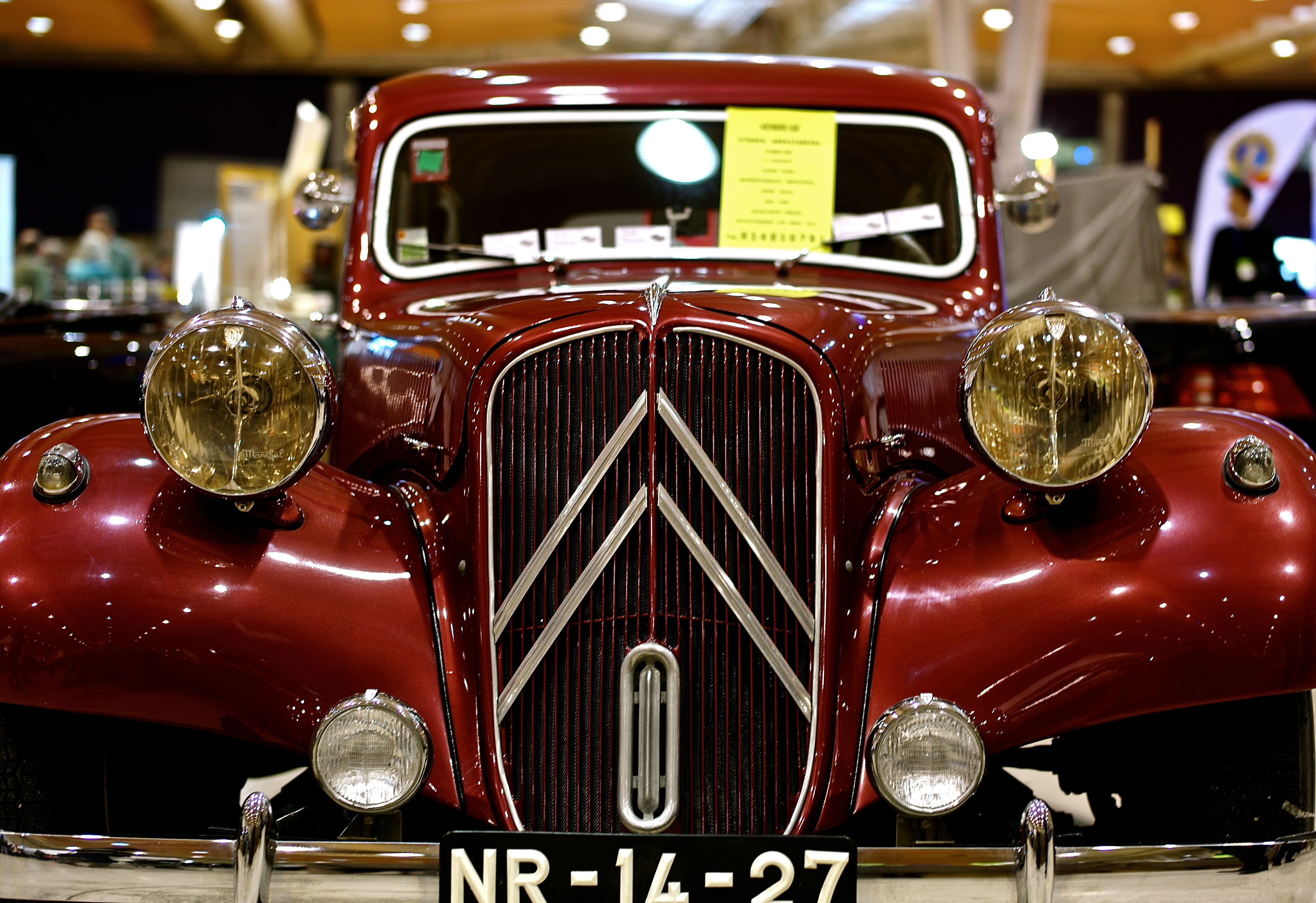
Citroën Traction Avant із трансмісією Сенсо де Лаво

У березні 1937 року де Лаво будує перший у світі турбореактивний двигун, в 1938 році він проектує роторний двигун з гіпоциклоїдними шестерінками, програму спонсорували фірми Renault і Citroen, а побудувати двигун взявся давній партнер де Лаво — фірма Société de Constructions des Batignolles. Після звільнення Франції його заарештували французькі власті, які звинуватили винахідника у співпраці з режимом Адольфа Гітлера, фірма BMW використовувала напрацювання де Лаво в галузі реактивних двигунів, і тепер французи вважали, що інженер передав свого часу інформацію окупаційній владі. Він був випущений на свободу в червні 1945 року. Пізніше його виправдали і реабілітували, в 1946 році де Лаво запатентував виготовлення підошви взуття методом лиття, більше того, він придумав як виготовляти жіночі сумочки цим же методом. У 1947 році Димитрій Сенсо де Лаво, не виходячи з глибокої депресії, помер у повному забутті і злиднях у віці 64 років, маючи за спиною більше тисячі патентів на свої винаходи.
Останній його винахід — електричне зчеплення, було запатентовано в 1951 році вже після його смерті.

## Список автомобілів Sensaud De Lavaud
- 1927 — Sensaud De Lavaud